# Холланд, Джеймс
Дже́ймс Ро́берт Хо́лланд (англ. James Robert Holland; род. 15 мая 1989, Сидней) — австралийский футболист, полузащитник австрийского клуба «Аустрия» и сборной Австралии.

## Клубная карьера

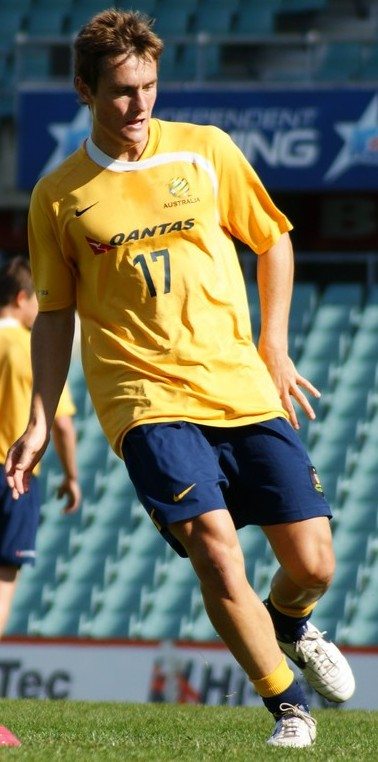
Холланд на тренировке сборной Австралии

Холланд начал карьеру в команде «Ньюкасл Юнайтед Джетс». 14 октября 2007 года в матче против «Веллингтон Феникс» он дебютировал в А-Лиге. В этом же поединке он забил свой первый гол за «Джетс», став самым молодым автором гола в чемпионате Австралии. Тогда же Джеймс подписал с командой контракт на два года. В 2008 году он помог клубу выиграть А-Лигу.
В начале 2009 года Холланд перешёл в нидерландский АЗ. Сумма трансфера составила 650 тыс. долларов. Из-за высокой конкуренции Джеймс не смог дебютировать за новую команду и в 2011 году на правах аренды перешёл в роттердамскую «Спарту». 28 января в матче против «Розендала» он дебютировал в первом дивизионе чемпионата Нидерландов. В этом же поединке он забил свой первый гол.
В январе 2012 года Холланд перешёл в австрийскую «Аустрию», заключив соглашение на 1,5 года. 11 февраля в матче против «Рида» он дебютировал в австрийской Бундеслиге. В 2013 году Джеймс помог команде выиграть чемпионат. 29 апреля 2015 года в матче Кубка Австрии против «Вольфсберга» Холланд забил свой первый гол за «Аустрию».
Летом 2015 года он перешёл в немецкий «Дуйсбург». 1 августа в матче против «Бохума» Джеймс дебютировал во Второй Бундеслиге. По окончании сезона Холланд вернулся на родину, подписав контракт с «Аделаида Юнайтед». 9 октября 2016 года в матче против своего бывшего клуба «Ньюкасл Юнайтед Джетс» он дебютировал за новую команду.
В начале 2017 года Холланд подписал контракт с китайским «Ляонин Хувин». 21 апреля в матче против «Гуанчжоу Эвергранд Таобао» он дебютировал в китайской Суперлиге. В мае контракт был расторгнут.

## Международная карьера
В 2009 году в составе молодёжной сборной Австралии Холланд принял участие в молодёжном Чемпионате мира в Египте. На турнире он сыграл в матчах против команд Бразилии, Чехии и Коста-Рики.
22 марта 2008 года в товарищеском матче против сборной Сингапура Холланд дебютировал за сборную Австралии.

## Достижения
«Ньюкасл Юнайтед Джетс»
- Чемпионат Австралии по футболу — 2007/08

«Аустрия» (Вена)
- Чемпионат Австрии по футболу — 2012/13